# اليوم العالمي لرفض ختان الإناث
اليوم العالمي لرفض تشويه الأعضاء التناسلية للإناث (ختان الإناث) هو يوم توعية عالمي ترعاه اليونيسف في 6 فبراير من كل عام. الفكرة أتت من ستيلا أوباسانجو في مؤتمر اللجنة الأفريقية الدولية المعنية بالممارسات التقليدية التي تؤثر في صحة المرأة والطفل، وذلك في مايو 2005 ثم الأمم المتحدة يصوبها، وذلك بالسعي لجعل العالم يعي مدى خطورة ختان الإناث وتعزيز القضاء على ممارسة هذه العادة الضارة والخطيرة التي تتعرض لها فتاة كل 15 ثانية في مناطق مختلفة من العالم.

## التاريخ
يُقِر أحد المعتقدات الداعمة لهذا اليوم بأنّ الثقافة في حالة تغير مستمر، ويجب أن يكون إلغاء هذه الممارسات فوريًا، نظرًا لكون المخاوف المولّدة لهذه الممارسة عالية الخطورة. تهتم هذه حركة بحقوق النساء وأجسادهن، فضلًا عن حماية صحتهن الجسدية، والتي يمكن أن تتأثر بشكل كبير في وقت لاحق من الحياة. تصب هذه الجهود في صالح الإجراءات الهادفة لمكافحة العنف ضد النساء والفتيات ككل. أفادت حركة «كل امرأة كل طفل» (حركة عالمية): «على الرغم من تمركز هذه الممارسة بشكل أساسي في 29 دولة في أفريقيا والشرق الأوسط، إلّا أنّ تشويه الأعضاء التناسلية الأنثوية مشكلة عالمية، ويحدث أيضًا في بعض بلدان آسيا وأمريكا اللاتينية. لا يزال تشويه الأعضاء التناسلية الأنثوية مستمرًا بين السكان المهاجرين الذين يعيشون في أوروبا الغربية وأمريكا الشمالية وأستراليا ونيوزيلندا». تضاعفت في التقارير الأخيرة أعداد النساء والفتيات الصغيرات المتضررات من هذه الممارسة إلى ثلاثة أضعاف مقارنةً بالأعداد السابقة في تقارير عام 1990، وذلك في الولايات المتحدة الأمريكية وحدها. خضع نحو 120-140 مليون امرأة لتشويه الأعضاء التناسلية الأنثوية على مر السنين، وحاليًا هناك ما لا يقل عن 3 ملايين فتاة معرضة للخطر في كل عام، وذلك وفقًا للبيانات المقدمة من منظمة الصحة العالمية (WHO). هذه المناسبة ما هي إلّا محاولة لتوعية العالم حول ختان الإناث وتعزيز اجتثاثه. قالت منظمة الصحة العالمية: «على الرغم من استمرار هذه الممارسة لأكثر من ألف عام، تشير الأدلة البرمجية إلى أنّ تشويه/قطع الأعضاء التناسلية الأنثوية (الختان) يمكن أن ينتهي في جيل واحد.»

## العمل الناشط
كانت قد خصّصت اليونيسف في عام 1993 ميزانية سنوية قدرها 100000 دولار أمريكي للجهود المكافحة لتشويه الأعضاء التناسلية الأنثوية، ولكن ذلك لم يكن كافيًا لأنّ عدد الفتيات المتضررات من هذه الممارسة تجاوز 100 مليون فتاة في ذلك الوقت. أطلقت شبكة دولية تدعى «المساواة الآن» حملة عالمية تدعو إلى زيادة التمويل، وهي شبكة تتألف من محامين ونشطاء وداعمين، تهدف إلى تحميل الحكومات مسؤولية إنهاء ختان الإناث والأزمة العالمية الأخرى، واستجابةً لذلك، زادت اليونيسف ميزانيتها حتى 91 مليون دولار تقريبًا للجهود الهادفة لإنهاء تشويه الأعضاء التناسلية الأنثوية.
قامت ستيلا أوباسانجو السيدة الأولى لنيجيريا والمتحدثة الرسمية باسم حملة مناهضة تشويه الأعضاء التناسلية للإناث في 6 شباط/فبراير 2003، بالإعلان الرسمي عن «عدم التسامح المطلق تجاه تشويه الأعضاء التناسلية الأنثوية» في أفريقيا خلال مؤتمر نظمته اللجنة الأفريقية الدولية المعنية بالممارسات التقليدية التي تؤثر في صحة المرأة والطفل، ثم اعتمدت لجنة حقوق الإنسان الفرعية التابعة للأمم المتحدة هذا اليوم باعتباره يومًا عالميًا للتوعية حول ذلك.
الناشطون: استخدمت طالبات شابات من إنتغريت بريستول مواردهم وصوتهم للاحتجاج ضد ختان الإناث في بلدانهم. إذ قامت الفتيات بإجراءاتٍ واجهوا فيها من يقوم بهذا الفعل مباشرةً، كما تصدّوا للأولياء والسلطات، وقاموا بتقديم عريضة باستخدام منصات مثل Change.Org. انخرطت الأمم المتحدة في هذا الحدث الناشط جنبًا إلى جنب مع الطلاب، وبذلت جهودًا لتحقيق اعترافًا وإعلانًا دائمين بعدم التسامح المطلق مع استمرار وباء تشويه الأعضاء التناسلية الأنثوية.
قامت في عام 2014 طالبة بريستول فاهمة محمد -البالغة من العمر 17 عامًا- بإنشاء عريضة على الإنترنت مع Change.org في اليوم الدولي لعدم التسامح المطلق مع تشويه الأعضاء التناسلية الأنثوية، طلبت فيها من مايكل غوف -وزير التعليم في المملكة المتحدة آنذاك- مراسلة مسؤولي جميع المدارس الابتدائية والثانوية في المملكة المتحدة، وتشجيعهم على أن يكونوا يقظين لأخطار تشويه الأعضاء التناسلية الأنثوية. أيّد العريضة أكثر من 230000 شخص، وكانت أحد أسرع العرائض البريطانية نموًا على Change.org. التقى مايكل غوف بفاهمة محمد وأعضاء آخرين من إنتغريت بريستول الذين لعبوا أيضًا دورًا رئيسيًا في زيادة الوعي بتشويه الأعضاء التناسلية الأنثوية، كما بعث برسالةٍ إلى جميع مدراء المدارس في إنجلترا، يُبلِغُهم فيها بمبادئٍ توجيهيةٍ جديدةٍ حول سلامة الأطفال، بما في ذلك الإرشاد حول تشويه الأعضاء التناسلية الأنثوية. هذه الإرشادات الجديدة هي المرة الأولى التي يُشار فيها إلى تشويه الأعضاء التناسلية الأنثوية بصفة خاصّة، ويُحَث عبرها المعلمين على الحذر من هذه الممارسة.

## حقوق الإنسان
أشارت كارول بلامي -المديرة التنفيذية لوكالة الأمم المتحدة للطفولة (اليونيسيف)- إلى أنّ «تشويه الأعضاء التناسلية الأنثوية وقطعها، يشكلان انتهاكًا لحقوق النساء والفتيات الأساسية»، وأنّه «إجراء خطير غير عكوس يؤثر سلبًا على الصحة العامة للفتيات والنساء، وعلى قدرتهن على الإنجاب، وعلى فرصهن التعليمية.»
لم يكن تخصيص هذا اليوم لأسبابٍ طبيةٍ فحسب، وإنّما استُخدِم كوسيلةٍ للاحتجاج على كراهية النساء، وهذا الأمر يظهر بشكل غير مباشر في المقالات التثقيفية حول تشويه الأعضاء التناسلية الأنثوية المكتوبة من قبل حركة«كل امرأة كل طفل» التي أطلقها الأمين العام للأمم المتحدة بان كي مون.

## البيان المشترك
وافقت منظمة الصحة العالمية ومنظمة الأمم المتحدة للطفولة وصندوق الأمم المتحدة للسكان بشكل جماعي على لاإنسانية هذه الممارسة، وقد استند هذا الإجماع إلى المخاطر الصحية والإهانة البشرية المصاحبة لتشويه الأعضاء التناسلية الأنثوية. ذكر موقع صندوق الأمم المتحدة للسكان في مقال مكتوب (في 6 شباط/فبراير 2016): «يقود صندوق الأمم المتحدة للسكان واليونيسيف معًا أكبر برنامج عالمي لتسريع الإحجام عن تشويه الأعضاء التناسلية للإناث.»